# John Smith (brottare)
John Smith, född den 9 augusti 1965 i Del City, Oklahoma, är en amerikansk brottare som tog OS-guld i fjäderviktsbrottning i fristilsklassen 1988 i Seoul och därefter OS-guld på nytt i samma viktklass 1992 i Barcelona. 